# 11332 Jameswatt
11332 Jameswatt (1996 GO20) là một tiểu hành tinh vành đai chính.